# شهریار کمالی
شهریار کمالی، معروف به کینگ کمالی، بدن‌ساز ایرانی‌الاصل حرفه‌ای و بازنشستهٔ فدراسیون جهانی بدن‌سازی و تناسب‌اندام (IFBB) است.

## زندگی‌نامه
او در ۱۰ فروردین ۱۳۵۱ هجری خورشیدی در مسجدسلیمان زادهٔ شد.از اوایل دوران زندگی‌اش در آمریکا زندگی کرده است. او از چهارده سالگی در مدرسه به  وزنه برداری می‌پرداخت. همچنین در همان دوران برای تقویت و زیبایی عضلانی به تمرینات بدن‌سازی روی می‌آورد و به مرور جذب این ورزش می‌گردد. او به دلیل رشد عضلانی‌اش پس از فارغ‌التحصیلی از مدرسه نیز بدن‌سازی را با عضویت در باشگاه آیرن ورکز ادامه می‌دهد و در آنجا به کمک مربی‌اش منصور صداقت برازجان به یک بدن‌ساز حرفه‌ای تبدیل می‌شود. کسب مقام دهم مستر المپیا و چهارم آرنولد کلاسیک از جمله افتخارات اوست. وی همچنین دارای لیسانس فیزیولوژی ورزشی از دانشگاه جرج میسون می‌باشد و در این زمینه در سمینارهای علمی بسیاری شرکت می‌کند.

## عناوین و افتخارات
- 1994 NPC Collegiate Nationals, Light-Heavyweight, 1st and Overall
- 1996 NPC Nationals, HeavyWeight, 10th tied
- 1997 NPC Nationals, HeavyWeight, 7th
- 1998 NPC Nationals, HeavyWeight, 3rd
- 1999 NPC Nationals, HeavyWeight, 1st
- 2001 Arnold Classic, 4th
- 2001 Ironman Pro Invitational, 3rd
- 2001 Mr. Olympia, 10th
- 2002 Mr. Olympia, 17th
- 2002 Show of Strength Pro Championship, 11th
- 2003 Night of Champions, 14th
- 2004 Arnold Classic, 8th
- 2004 Grand Prix Australia, 5th
- 2005 Arnold Classic, 11th
- 2005 Ironman Pro Invitational, 5th
- 2005 San Francisco Pro Invitational, 12th
- 2006 New York Pro Championships, 16th
- 2006 Europa Super Show, 11th
- 2006 Montreal Pro, 14th
- 2006 Atlantic City Pro, 15th